# يورغن فوخس (دراجات نارية)
يورغن فوخس (بالألمانية: Jürgen Fuchs) هو متسابق دراجات نارية ألماني معتزل. نافس في سباقات بطولة العالم لفئة 500 سي سي ولفئة 250 سي سي ولفئة 50 سي سي. بدأ المنافسة في بطولة الجائزة الكبرى سنة 1994. أفضل موسم له كان موسم سنة 1996 عندما جاء في المركز الرابع في بطولة العالم لفئة 250 سي سي.

## روابط خارجية
- يورغن فوخس على موقع MotoGP.com (الإنجليزية)